# Max Dehning
Max Dehning, né le 9 septembre 2004 à Leverkusen, est un athlète allemand spécialiste du lancer du javelot.

## Biographie
Il atteint pour la première fois la limite des 80 m en 2021 en établissant à 17 ans la marque de 80,11 m à Iéna.
Deuxième des championnats du monde juniors 2022, il obtient une nouvelle médaille d'argent lors des championnats d'Europe juniors 2023.
Le 25 février 2024 à Halle au cours du Championnat d'Allemagne des lancers longs, il devient le plus jeune athlète à franchir la limite des 90 m au javelot en atteignant la marque de 90,20 m. Cette performance constitue un nouveau record d'Europe U23 qui appartenait au Britannique Steve Backley avec 89,58 m depuis 1990.

## Palmarès
| Date | Compétition                   | Lieu      | Résultat | Marque  |
| ---- | ----------------------------- | --------- | -------- | ------- |
| 2022 | Championnats du monde juniors | Cali      | 2e       | 77,24 m |
| 2023 | Championnats d'Europe juniors | Jérusalem | 2e       | 78,07 m |

## Records
| Épreuve           | Marque  | Lieu  | Date            |
| ----------------- | ------- | ----- | --------------- |
| Lancer du javelot | 90,20 m | Halle | 25 février 2024 |